# Пеппи Длинныйчулок (телесериал)
«Пеппи Длинныйчулок» (швед. Pippi Långstrump) — шведский 13-серийный телесериал 1969 года, экранизация одноимённого цикла повестей Астрид Линдгрен, снятая режиссёром Улле Хелльбумом по сценарию самой писательницы.

## Сюжет
В маленьком городке появляется Пеппи — маленькая рыжая веснушчатая девочка. Она поселяется одна на вилле «Курица» вместе со своими животными: мартышкой по кличке Господин Нильсон и лошадью. Её мать умерла, а отец, капитан Эфроим Длинныйчулок, — король чернокожего племени на острове в южных морях. Пеппи знакомится с соседскими детьми, Томми и Анникой, и вовлекает их в настоящий водоворот приключений и проказ.

## В ролях
- Ингер Нильссон — Пеппи Длинныйчулок[6]
- Пер Зундберг — Томми
- Мария Перссон — Анника
- Беппе Вольгерс — капитан Эфраим Длинныйчулок
- Марго Трогер — госпожа Присселиус (озвучивание — Гун Арвидссон)
- Ханс Кларин — Громила Карл, грабитель (озвучивание — Ёста Прюцелиус)
- Пауль Эссер — Блом, грабитель (озвучивание — Ганс Линдгрен)
- Ульф Г. Йонссон — полицейский Клинг (озвучивание — Пер Шёстранд)
- Гёте Грефбо — полицейский Кланг
- Фредрик Ольссон — господин Сеттергрен, отец Томми и Анники
- Эллегорд Велльтон — госпожа Сеттергрен, мать Томми и Анники

## Список серий
1. Пеппи поселяется на вилле «Курица»[7]
2. Новые друзья Пеппи
3. Пеппи ищет сокровища
4. Пеппи отправляется на прогулку
5. Пеппи и привидение
6. Пеппи на ярмарке
7. Пеппи идёт в школу
8. Пеппи и Рождество
9. Пеппи ищет кукарямбу
10. Пеппи путешествует на воздушном шаре
11. Пеппи и бутылочная почта
12. Пеппи устраивает прощальный пир
13. Пеппи отправляется на борт «Попрыгуньи»

## Саундтрек
- Här kommer Pippi Långstrump, музыка Яна Юханссона, слова Астрид Линдгрен, исполнитель Ингер Нильссон[8]
- Tjonga, Lånkan, музыка Бо-Эрика Гиберга, слова Астрид Линдгрен, исполнитель Ингер Нильссон
- Sov min lilla lusegris, слова Астрид Линдгрен, исполнитель Ингер Нильссон
- Femton gastar på död mans kista, слова Астрид Линдгрен, исполнитель Ингер Нильссон
- Examens-sexa på Eklundshof, музыка и слова Гуннара Веннерберга
- Am Brunnen vor dem Tore (Der Lindenbaum), музыка Франца Шуберта, слова Вильгельма Мюллера, шведский текст Улле Хелльбума, исполнитель Ганс Линдгрен
- Till fjärran land ska du fara, слова Астрид Линдгрен, исполнители Гёте Грефбо, Пер Шёстранд

## История создания

### Производство
Первая шведская экранизация книги о Пеппи появилась в 1949 году. Она не имела успеха и сильно разочаровала Астрид Линдгрен. После этого писательница решила, что сама напишет сценарий новой экранизации. Однако понадобилось время, прежде чем новая экранизация стала возможной. Помехой являлись в том числе и финансовые причины. Фильм должен был быть достаточно дорогим, и только после того, как нашли немецких соинвесторов, проект стал осуществим. Съёмки сериала начались в 1968 году.
Когда Ингер Нильссон пришла на кастинг, сразу стало очевидно, что она подходит для главной роли. Ингер выглядела как Пеппи и могла свободно вести себя перед камерой. Гораздо более сложным оказалось найти место для съёмок. Наконец, было решено, что сериал будет сниматься на острове Готланд. Почти вся территория острова использовалась для съёмок. Многие места были сняты в старой части города Висбю. Дом, изображавший виллу «Курица», находился недалеко от Висбю, в городке Виббле, и принадлежал военному. Для съёмок фрагменты светло-жёлтого здания были покрашены в розовый цвет; также плотники пристроили к зданию башенки и дымоходы. Дерево у дома стало «лимонадным деревом», в которое дети могли спуститься. Сцены в помещениях были сняты на студии. Дом был впоследствии перенесён на новое место и сегодня является частью тематического парка Кнейпбин.
Обезьяну для роли Господина Нильсона позаимствовали в семье из Стокгольма. В отличие от книги, это была не мартышка-генон, а беличья обезьяна. Ингер Нильссон рассказывала, что «Господина Нильсона» приходилось привязывать за верёвку к её талии. Он пугался, сердился, часто кусался и так сильно испражнялся, что его одежду приходилось постоянно менять.
Частичное немецкое финансирование предусматривало участие в сериале немецких актёров. Персонаж госпожи Присселиус отсутствовал в книге и был придуман Астрид Линдгрен специально для сериала. Её сыграла немецкая актриса Марго Трогер. Также немецкие актёры сыграли грабителей; при этом они были несколько недовольны тем, что режиссёр Улле Хелльбум больше заботился о детях, чем о взрослых.

### Премьера
Премьера сериала на шведском телевидении состоялась 8 февраля 1969 года и имела большой успех. В течение тринадцати недель сериал посмотрело три миллиона зрителей. Исполнители главных ролей Ингер Нильссон, Пер Зундберг и Мария Перссон стали знаменитостями в Швеции и ФРГ.

## Продолжения
В 1970 году Улле Хелльбум в качестве продолжений сериала снял два полнометражных фильма — «Пеппи в стране Така-Тука» и «Путешествие с Пеппи Длинныйчулок». Позднее для показа в ФРГ эти фильмы были разделены каждый на четыре серии и включены в оригинальный сериал как серии 14 — 21. Таким образом, немецкая версия сериала длиннее оригинальной и состоит из 21 серии.

## Реставрация и изменения 2014 года
В 2014 году сериал был отреставрирован. Цифровая реставрация была выполнена подразделением Шведского телевидения — SVT Efterbehandling. При этом в целях политкорректности были произведены небольшие изменения:
- Отредактирована сцена, в которой Пеппи называет отца «негритянским королём»; в новой версии она называет его просто «королём».
- Удалена сцена, в которой Пеппи карикатурно изображает китайца, стягивая кожу в уголках глаз[14].

## Награды
- 1975 — участие в кинофестивале TP de Oro, Spain и награда за самый популярный персонаж.[15]